# Lavacquerie
 Lavacquerie  es una comuna y población de Francia, en la región de Picardía, departamento de Oise, en el distrito de Beauvais y cantón de Grandvilliers.
Su población en el censo de 2006 era de 216 habitantes.
Está integrada en la Communauté de communes de la Picardie Verte .
- Datos: Q584182
- Multimedia: Lavacquerie / Q584182

1. ↑  Worldpostalcodes.org, código postal n.º 60120.
2. ↑  INSEE, Datos de población para el año 2012 de Lavacquerie (en francés).